# Pepe Gálvez
José Gálvez Estévez (Calviá, Islas Baleares, España, 3 de agosto de 1974), más conocido como Pepe Gálvez, es un exfutbolista y entrenador español. Actualmente es entrenador del Real Club Deportivo Mallorca "B" formando tándem con su mano derecha Alfonso Pérez.

## Trayectoria

### Como jugador
Jugó de delantero y formado en las categorías inferiores del Real Mallorca, fue el jugador más joven en debutar en primera, de mano de Lorenzo Serra Ferrer en la temporada 1991/92, hasta que le quitó tal honor Carlos Carmona Bonet en el año 2004. Internacional en las categorías inferiores de España, una lesión le privó de disputar los Juegos Olímpicos de Atlanta 1996. Fue considerado un jugador de mucho futuro, pero las lesiones cortaron su progresión.

### Como entrenador
Se formó dentro del organigrama técnico del Real Mallorca, hasta llegar a coger las riendas del primer equipo en la temporada 2015-16. En enero de 2016, Pepe Gálvez fue cesado como técnico bermellón junto a su ayudante Alfonso Pérez por una racha de derrotas.
El técnico mallorquín fue recolocado en el organigrama del club bermellón, hasta diciembre de 2016 donde se convirtió en entrenador del filial, tras subir Javier Olaizola al primer equipo tras el cese de Fernando Vázquez.

## Clubes

### Como jugador
| Club                   | País   | Año       |
| ---------------------- | ------ | --------- |
| R. C. D. Mallorca      | España | 1991-1993 |
| Valencia C. F.         | España | 1993-1997 |
| R. C. D. Mallorca      | España | 1997-1998 |
| Real Betis             | España | 1998-2001 |
| Burgos C. F.           | España | 2001-2002 |
| C. F. Playas de Calviá | España | 2002      |
| C. D. Calviá           | España | 2003      |

### Como entrenador
| Club                             | País   | Año       |
| -------------------------------- | ------ | --------- |
| R. C. D. Mallorca                | España | 2015-2016 |
| Real Club Deportivo Mallorca "B" | España | 2016-2017 |